# تعديل دستور الجزائر 2020
مشروع تعديل دستور الجزائر 2020 هو مشروع يهدف إلى تعديل دستور الجزائر، وأعلنت رئاسة الجمهورية الجزائرية عن تنظيم الاستفتاء على الدستور بتاريخ 1 نوفمبر 2020.
تم صياغة المسودة الأولية للدستور من قبل لجنة التعديلات الدستورية برئاسة أحمد لعرابة و16 عضو آخر.

## الخلفية
بتاريخ 19 نوفمبر 2019 صرح عبد المجيد تبون بولاية بشار إنه وفور وصوله إلى الحكم سوف يعدل الدستور وتغيير النظام السياسي وصلاحيات الرئيس حيث صرح من ولاية بشار: «...في حال ما إذا انتخبتموني رئيسا للجمهورية سأغير الدستور الحالي لتقنين ما جاء به الحراك الشعبي وتفادي الحكم الفردي وتجاوز الاقتصاد القائم على اقصاء طرف على حساب طرف أخر...».
بتاريخ 10 سبتمبر 2020 صادق نواب المجلس الشعبي الوطني بالإجماع على مشروع القانون الخاص بتعديل الدستور. وفي 12 سبتمبر 2020 صادق نواب مجلس الأمة بالإجماع على مشروع القانون.

## مسودة الدستور الأولية
بتاريخ 7 مايو 2020 تم الإعلان من قبل رئاسة الجمهورية عن محتوى المسودة الأولية من الدستور، وتحتوي مسودة الدستور الأولية على 240 مادة (218 سابقا).
تحتوي مسودة الدستور الأولية في مادته 234 على نص محصن يُمنع من أي تعديل دستور أن يمس ماتضمنه هذه المادة، تم إضافة تمازيغت كلغة وطنية ورسمية، وتحديد العهدة الرئاسية بعهدتين فقط متعاقبتين أو منفصلتين مدة العهدة 5 سنوات.

### ردود الفعل

#### ردود فعل السياسيين والأحزاب السياسية
- ثمن رئيس حركة البناء الوطني عبد القادر بن قرينة إصدار مسودة الدستور للنقاش، وأن صلاحيات الرئيس يجب أن تستجيب للتوازن بين السلطات، وصرح «اللغة الوطنية الرسمية واحدة وغير قابلة للنقاش والمزايدة والرضوخ أمام جماعات الضغط».[10]
- اعتبر رئيس جبهة المستقبل عبد العزيز بلعيد أن «مضمون مسودة الدستور الجديد هي خطوة إيجابية وفرصة لتعميق الحوار والنقاش والإتفاق لبعث معالم الجزائر الجديدة».[11]
- صرح عز الدين ميهوبي الأمين العام للتجمع الوطني الديمقراطي بالنيابة بـ «ضرورة تجند الجميع لإقرار دستور توافقي يحظى بإجماع وطني واعتراف دولي...لمسنا رغبة رئيس الجمهورية من خلال الدستور المقبل في إعطاء نفس جديد لمؤسسات الدولة وتعزيز الحريات.»[11]
- أعلن حزب التجمع من أجل الثقافة والديمقراطية بأنه غير معني بالنقاش حول تعديل الدستور.[12]

#### الردود الشعبية

##### عبر مواقع التواصل الاجتماعي
- عبر عدة جزائريون عبر وسائل تواصل اجتماعي استنكارهم بتعيين أحمد لعرابة على رأس اللجنة لصياغة مقترحات الدستور.[13]
- وشهدت وسائل تواصل اجتماعي جدلا بخصوص الأمازيغية.[14]